# Támara Khanum
Támara Khanum (nombre real: Támara Artiomovna Petrosian; 16 (29) de marzo de 1906, Margilan, Región de Fergana, Imperio Ruso - 30 de junio de 1991, Tashkent, República Socialista Soviética de Uzbekistán, URSS) fue una bailarina, cantante, actriz y bailarina soviética y uzbeka coreógrafo. Fue honrada como Artista del Pueblo de la URSS en 1956 y recibió el Premio Stalin de segundo grado en 1941.

## Biografía
Támara Petrosyan nació el 16 (29) de marzo de 1906, en Margilan (ahora región de Fergana, Uzbekistán ) (según otras fuentes, en el pueblo de la estación de tren de Gorchakovo del ayuntamiento de Margilan). Ella era de nacionalidad armenia.
Desde 1919, actuó como parte de una brigada Agi bajo el liderazgo de Hamza Niyazi.En 1921-1922, trabajó como actriz en el Teatro Ruso de Ópera y Ballet de Tashkent que lleva el nombre de Sverdlov. En 1922, se inscribió en la Compañía de Ballet de Tashkent y comenzó a bailar en grupos de conciertos semiprofesionales dirigidos por los primeros artistas uzbekos Yatym Babadzhanov, Abrar Hidojatov y Ali Ibrahimov. En 1924 se graduó en la Escuela Técnica Central de Artes Teatrales (CETETIS) (ahora GITIS) en Moscú.
De 1924 a 1928 fue solista en el grupo de conciertos de M.Kari-Yakubov (desde 1926 - conjunto de concierto-etnográfico, desde 1928 - conjunto musical-experimental).De 1925 a 1929 actuó en los teatros de drama musical de Samarcanda, Kokand y Andiján, donde interpretó los papeles de Shirin ("Farhad y Shirin" de Khurshid), Gulchehra ("Arshin mal alan" de U. Gadzhibekov) y Halima ("Halima" de G. Zafari). De 1929 a 1934 trabajó en el Teatro de Drama Musical de Samarcanda (desde 1931, en Tashkent, reorganizado en el Teatro de Drama Musical de Uzbekistán).
Desempeñó un papel en el desarrollo del Teatro Nacional de Ballet. De 1929 a 1934 fue solista y una de las organizadoras del Teatro de Drama Musical de Uzbekistán en Samarcanda (desde 1931 en Tashkent), creado sobre la base del conjunto musical experimental de 1939: la Ópera y Ballet Estatal de Uzbekistán. Teatro (actualmente Teatro de Ópera y Ballet de Navoi). Dirigió el grupo de baile en el teatro. En 1933 participó en la organización del estudio de ballet en el Teatro de Drama Musical de Uzbekistán (más tarde, la Escuela Republicana de Ballet de Uzbekistán, desde 1947, la Escuela Coreográfica de Uzbekistán, ahora Escuela Superior Estatal de Danza y Coreografía Nacional del Estado de Tashkent).
En 1934-1935 fue una de las organizadoras, maestra de ballet, bailarina y repetidora pedagógica del Teatro Regional de Drama Musical de Khorezm (ahora llamado Agakhi) en Urgench. En 1934 interpretó el papel de Indra en el ballet "Ferengi" de B. K. Yanovsky.De 1936 a 1941 fue solista y coreógrafa de la Filarmónica de Uzbekistán y del Teatro Estatal de Ópera y Ballet de Uzbekistán.Durante cuarenta y cinco días cantó, bailó y trabajó como constructora en el Gran Canal de Ferganá. Ya de edad avanzada viajó a Irkutsk para trabajar en la construcción de la central hidroeléctrica de Bratsk.
De 1941 a 1969 fue organizadora, directora artística, maestra de ballet y solista del conjunto musical de la Filarmónica de Uzbekistán. Compaginó su actividad artística con una extensa labor de agitación y participó activamente en el movimiento por la emancipación de la mujer musulmana. Durante los años de guerra, participó activamente en brigadas de primera línea, dio más de 1000 conciertos, recibió el Premio Stalin por su contribución al fondo de defensa y donó fondos para la construcción de aviones y tanques.En 1944, realizó conciertos para los trabajadores de Asia Central movilizados para trabajar en las regiones de Cheliábinsk y Molotov.Fue miembro del Partido Comunista (bolchevique) desde 1941. Fue diputada del Sóviet Supremo de la República Socialista Soviética de Uzbekistán desde 1937 y desde 1948.
Falleció el 30 de junio de 1991 en Tashkent y fue enterrada en el cementerio de Chigatai.

## Obras
Támara Khanum fue una reformadora del estilo de danza femenina uzbeka y estudió exhaustivamente las canciones y danzas folclóricas de diversas culturas del mundo. Creó un género conocido como miniatura de canto y danza. En sus programas "Canciones y Danzas de los Pueblos de la URSS" y "Canciones y Danzas de los Pueblos del Mundo", interpretó más de 500 canciones en 86 idiomas, junto con composiciones coreográficas y danzas de diversas culturas.
Sus artes escénicas eran conocidas por la especial expresividad de sus expresiones faciales y gestos denominados "поющие руки". Entre los bailes que interpretó se encontraban danzas uzbekas como "катаугон", "кари наво", "кешауюн", "пиля" y pila, así como la suite de Khorezm, incluidas "дил хроук" y "садр", entre otras. También participó en la creación del libreto del primer ballet uzbeko, "Gulandom", de EG Brusilovsky, y actuó en sus propias producciones.
Támara Khanum realizó giras internacionales, visitando países como Francia (1925), Inglaterra (1935), Polonia (1948), China (1953), Noruega (1953), Indonesia (1957), Checoslovaquia (1959), Alemania, Irán, Italia, Turquía, India, Mongolia, Pakistán y más.
Fue una de las primeras en exhibir el arte uzbeko en el extranjero en la Exposición Mundial de Artes Decorativas (París, 1925). También participó en el 1er Festival Mundial de Danza Folclórica (Londres, 1935).

## Familia
Primer marido: Muhitdin Kari-Yakubov (1896-1957): fue una figura teatral y cantante barítono. Ocupó el título de Artista del Pueblo de la República Socialista Soviética de Uzbekistán en 1936.Hija: Fue artista teatral y estuvo casada con T.T. Salahov (1928-2021), quien ostentó el título de Artista del Pueblo de la URSS en 1973. Segundo marido: Pulat Rahimov: era compositor. Hija - Lola.

## Premios y títulos
Támara Khanum recibió numerosos honores y premios a lo largo de su vida: 
- Artista del Pueblo de la República Socialista Soviética de Uzbekistán (1932)
- Artista del Pueblo de la URSS (1956)
- Premio Stalin, segundo grado (1941), por su destacada interpretación de danzas uzbekas
- Orden de Lenin (1976)
- Orden de la Guerra Patria, 2.º grado (1985)
- Cinco Órdenes de la Bandera Roja del Trabajo (1937, 1950, 1951, 1959, 1967)
- Orden de Honor (1939)
- Orden al Mérito Excepcional (Uzbekistán) (2003, póstumamente)
- Medalla a la Distinción Laboral
- Medalla "Por el centenario del nacimiento de Vladímir Ilích Lenin"
- Medalla "Por la defensa del Cáucaso" (1943)
- Medalla "Por la victoria sobre Alemania en la Gran Guerra Patria de 1941-1945" (1945)
- Medalla "Veinte años de victoria en la Gran Guerra Patria de 1941-1945"
- Medalla "Treinta años de victoria en la Gran Guerra Patria de 1941-1945"
- Medalla "Cuarenta años de victoria en la Gran Guerra Patria de 1941-1945"
- Medalla "Por el trabajo valiente en la Gran Guerra Patria de 1941-1945" (1946)
- Medalla "Veterano del Trabajo"
- Medalla "50 Años de las Fuerzas Armadas de la URSS"
- Medalla "60 Años de las Fuerzas Armadas de la URSS"
- Medalla "70 Años de las Fuerzas Armadas de la URSS"
- Rango militar de "Capitán del ejército soviético" (1943)

## Filmografía
- 1962 - "Песни Тамары" (documental) - papel principal[7][8]
- 1964 - "Поёт Тамара Ханум" (documental)[7][8]

## Memoria
En 1986, en Tashkent, se inauguró en su casa una exposición permanente de los trajes de Támara Khanum durante su vida.En 1994, se creó el Museo Conmemorativo Támara Khanum. 
El 29 de marzo de 2006 Uzbekistán celebró de manera festiva y conmemorativa el centenario de Támara Khanum. Este evento reconoció sus importantes contribuciones al mundo de la danza y la cultura.